# 30. Waffen-Grenadier-Division der SS (russische Nr. 2)
Die 30. Waffen-Grenadier-Division der SS (russische Nr. 2) wurde am 18. August 1944 aus der Schutzmannschaften-Brigade „Siegling“, benannt nach dem Kommandeur, Major der Schutzpolizei Hans Siegling, gebildet.
Sie wurde in Warschau und dann zur sogenannten Bandenbekämpfung in Frankreich eingesetzt.
Vermutlich zur Division gehörende Einheiten verübten am 27. September 1944 das Massaker von Étobon, bei dem 39 Einwohner der Gemeinde Étobon im Département Haute-Saône wegen der Unterstützung der Résistance exekutiert wurden. Weitere 27 Personen wurden nach Deutschland verschleppt, sieben davon ebenfalls getötet.
Die Division wurde am 31. Dezember 1944 auf Befehl des SS-Führungshauptamtes unter Abgabe der „Volksdeutschen“, Teilen der Artillerie und der Verwaltungseinheiten an die 25. Waffen-Grenadier-Division der SS „Hunyadi“ zur Waffen-Grenadier-Brigade der SS (weißruthenische Nr. 1) umgegliedert.

## Gliederung
- Waffen-Grenadier-Regiment der SS 75 (russisches Nr. 4)
- Waffen-Grenadier-Regiment der SS 76 (russisches Nr. 5)
- Waffen-Grenadier-Regiment der SS 77 (russisches Nr. 6)
  - Russisches Bataillon Nr. 654
  - Bataillon Murawjew
- Waffen-Artillerie-Regiment der SS 30
  - SS-Aufklärungs-Abteilung 30
  - SS-Artillerie-Abteilung 30
  - SS-Panzerjäger-Abteilung 30
  - SS-Feldersatz-Bataillon
    - Reiter-Schwadron 30
    - SS-Pionier-Kompanie 30
    - SS-Sanitäts-Kompanie
    - SS-Panzerspäh-Kompanie
    - SS-Füsilier-Kompanie

## Kommandeure
- August bis Dezember 1944: SS-Obersturmbannführer und Oberstleutnant der Schutzpolizei Hans Siegling